# Mother & Father
Mother & Father è un singolo del gruppo musicale neozelandese Broods, il primo estratto dal album in studio di debutto Evergreen e pubblicato il 19 giugno 2014.